# Septembre 1915 (guerre mondiale)
Août 1915 - Septembre 1915 - Octobre 1915
- 5 septembre : 
  - Bataille navale de Kefken : la flotte russe de la mer Noire attaque et détruit un convoi maritime ottoman en mer Noire.
  - À l'issue de la défaite de Varsovie, Nicolas II limoge le grand-duc Nicolas Nikolaïevitch et prend le commandement direct de l'armée impériale russe.

- 6 septembre : 
  - Traité secret entre la Bulgarie et les empires centraux, selon lequel la Bulgarie obtient la Macédoine et un débouché sur l’Adriatique si elle déclare la guerre à la Serbie et à l’Entente.

- 10 septembre
  - Création de la croix hanséatique de Hambourg par décision du Sénat de la ville de Hambourg : cette croix est attribuée pour mérite de guerre. 50 000 croix sont attribués durant le conflit par le Sénat de Hambourg.

- 12 septembre : 
  - Début de l'offensive britannique dans la campagne de Mésopotamie.

- 14 septembre
  - Création de la croix hanséatique de Brême par décision du Sénat de la ville de Brême : cette croix est attribuée pour mérite de guerre. 20 000 croix sont attribués durant le conflit par le sénat de Brême.

- 23 septembre : 
  - Mobilisation générale de l'armée bulgare et préparatifs de l'offensive contre la Serbie.

- 26 septembre : 
  - Bataille de la Main de Massiges en Champagne.

- 29 septembre: 
  - Débarquement du corps expéditionnaire de l'Entente à Salonique.